# مايكل جاي وايت
مايكل جاي وايت (بالإنجليزية: Michael Jai White)‏ مواليد 10 نوفمبر 1967 في بروكلين، نيويورك، هو ممثل وخبير فنون قتالية أمريكي.

## الأعمال
- المستقنع السري
- فارس الظلام
- أنقذه الجرس
- سي إس آي: ميامي
- السهم
- الدم والعظام، إنتاج 2009
- انتفاضة فالكون 2014
- الطريق الصعب

## وصلات خارجية
- الموقع الإلكتروني
- مايكل جاي وايت على موقع IMDb (الإنجليزية)
- مايكل جاي وايت على موقع روتن توميتوز (الإنجليزية)
- مايكل جاي وايت على موقع قاعدة بيانات الأفلام العربية
- مايكل جاي وايت على موقع ألو سيني (الفرنسية)
- مايكل جاي وايت على موقع تيرنر كلاسيك موفيز (الإنجليزية)
- مايكل جاي وايت على موقع أول موفي (الإنجليزية)
- مايكل جاي وايت على موقع قاعدة بيانات الأفلام السويدية (السويدية)
- مايكل جاي وايت على موقع إن إن دي بي (الإنجليزية)
- مايكل جاي وايت على موقع قاعدة بيانات الفيلم (الإنجليزية)
- مايكل جاي وايت على موقع ليتربوكسد (الإنجليزية)